# Johann Andreas Frommann

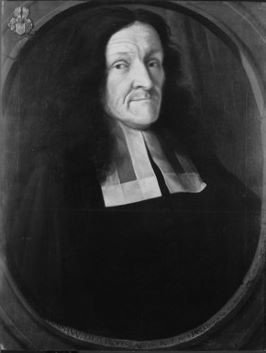
Johann Andreas Frommann (Gemälde von Johann Georg Dramburg (1690) in der Tübinger Professorengalerie)

Johann Andreas Frommann (* 2. September 1626 in Coburg; † 7. Februar 1690 in Tübingen) war ein deutscher Jurist.

## Leben
Ab 1643 studierte er Philosophie, Philologie und Rechtswissenschaften an den Universitäten Altdorf, Straßburg und ab 1652 in Tübingen. Im Jahr 1653 wurde er Informator der Söhne des Freiherrn Ferdinand von Croneck. Ab 1655 lebte er wieder in Straßburg. 1656 bis 1658 war er Informator und Sekretär der Pfalzgrafen Christian und Johann Karl auf einer Reise. 1659 wurde er in Straßburg zum Dr. iur. utr. promoviert. Er wurde Rat und Syndikus der Reichsritterschaft im Bezirk Ortenau. 1660–1690 folgte er einem Ruf als ordentlicher Professor für Rechte an die Universität Tübingen (Institutionen und Pandekten). 1665/66, 1671, 1674/75, 1679, 1684/85 und 1689/90 war er Rektor bzw. Prorektor der Universität Tübingen. Zwei seiner Porträts hängen seitdem in der Tübinger Professorengalerie. 1668–1671 und 1680–1683 war er Supremus Deputatus.

## Familie
Er war der Schwiegersohn von Johann Ulrich Pregitzer. Er war der Vater von Johann Andreas Frommann junior und Johann Ulrich Frommann sowie Großvater von Friedrich Wilhelm Frommann. Er war der Schwiegervater von Michael Graß.